# Felipe Rada
Felipe Rada fue un político peruano. 
Fue elegido diputado suplente por la provincia de Canas entre 1868 y 1871 durante el gobierno de José Balta.